# Форт-Ері
 Форт-Ері  (англ. Fort Erie) — містечко (167,42 км²) в провінції Онтаріо у Канаді в регіоні Ніагари.
Містечко налічує 28 143 мешканців (2001) (168,10/км²).
Містечко — частина промислового району, прозваного «Золотою підковою» (англ. Golden Horseshoe).

## Особливості
- «Золота підкова» — (англ. Golden Horseshoe)